# Küniglberg
Der Küniglberg ist eine 261 m hohe Anhöhe am Lainzer Sattel im 13. Wiener Gemeindebezirk Hietzing und stellt einen Ausläufer des Wienerwaldes dar. Der Ausdruck Küniglberg wird häufig als Synonym für den ORF verwendet, da sich dort das ORF-Zentrum Küniglberg befindet. 

## Geografie und Geologie
Der Küniglberg liegt im nordöstlichen Teil des Bezirks Hietzing an der Grenze der Bezirksteile Hietzing und Lainz. Benachbarte Hügel sind der Rote Berg im Westen und der Rosenhügel im Süden. Der großteils verbaute Hügel ist der westlichste und höchste Teil des Höhenzugs, der im Bereich des Wiener Beckens den Wienfluss an seinem rechten (südlichen) Ufer begleitet (Gloriette, Wienerberg, Laaer Berg).
Der Untergrund des Küniglbergs besteht aus Kiesen und Sanden des jüngeren Tertiärs (Neogen), und zwar des oberen Miozäns, das in dieser Gegend Sarmatium genannt wird. Diese Lockersedimente sind als marine Küstenablagerungen des ehemaligen „Wiener Meers“ (Pannon-See) zu interpretieren, in denen sich auch Material befindet, das von kurzen Wildbächen des nahen Wienerwaldes (östlichster Ausläufer der Alpen) geschüttet wurde. Eine solche Situation ist am Ende dieser Erdzeitstufe im Westen des späteren Wiener Beckens mehrfach vorhanden. Diese Wildbäche sind die Vorläufer des heutigen Lainzerbachs und der Liesing.

## Geschichte
Benannt wurde der Berg laut Quellen der Stadt Wien nach dem kaiserlichen Prokurator Wolfgang Künigl, der im 16. Jahrhundert die Güter der Pfarre Hütteldorf verwaltete. Eine andere Deutung leitet den Namen hingegen von einem Freiherrn von Künigl ab, der sich Ende des 18. Jahrhunderts am Nordhang des Hügels ein Landhaus gebaut hatte. Urkundlich ist der Name erstmals aus dem Jahr 1786 als Am Königlberg überliefert.
Kurz vor dem Ersten Weltkrieg wurde der östliche Bereich des Berges locker bebaut, es entstanden das Militärinvalidenheim (mit der Invalidenhauskirche) und Siedlungen wie die Siedlung Küniglberg.

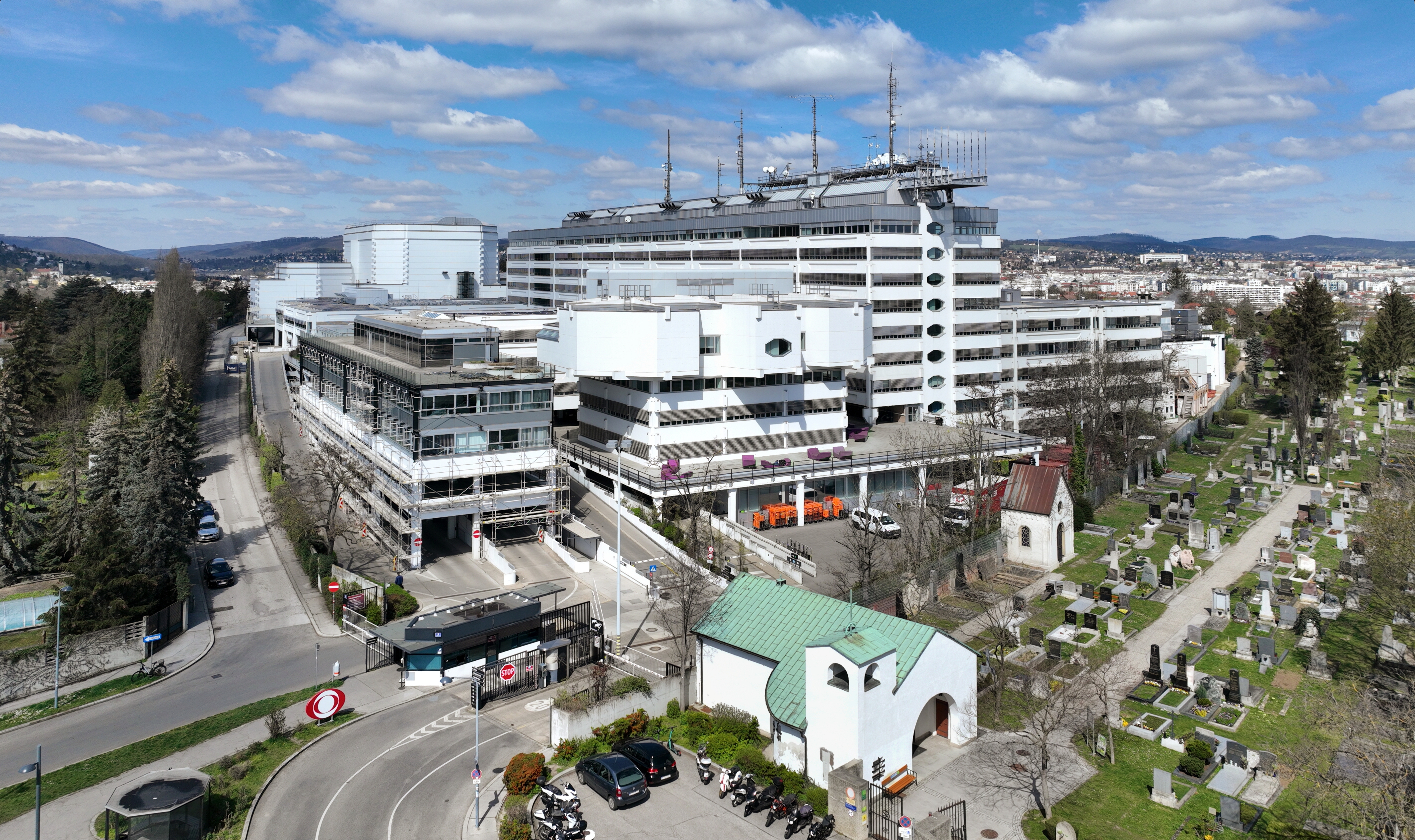
ORF-Zentrum am Küniglberg

Im Zweiten Weltkrieg war der Küniglberg Standort einer Flak-Kaserne, von 1969 bis 1975 wurde hier das vom Architekten Roland Rainer geplante ORF-Zentrum errichtet. Neben dem ORF befinden sich am Küniglberg auch der Lainzer Friedhof, zahlreiche Wohnbauten und eine Kleingartenanlage. Ein kleines Gebiet im Norden des Hügels ist unverbaut geblieben und wird als Naherholungsgebiet genutzt. Die 1883 am höchsten Punkt der Erhebung errichtete neugotische Hummelkapelle (auch Malfattikapelle) wurde 1938 wegen des Baues der Kaserne zum 1998 benannten Fritz-Moravec-Steig Ecke Fasangartengasse verlegt.
Am Südwesthang des Küniglberges im Gebiet von Fasangartengasse und Pacassistraße verläuft unterirdisch die Trasse einer ehemaligen römischen Wasserleitung zum Legionslager Vindobona. Mehrere Stücke dieser Leitung wurden gefunden und archäologisch dokumentiert.